# Marceli Szała
Marceli Józef Szała (ur. 15 stycznia 1924, zm. 26 lutego 2015) – polski rymarz i żołnierz, porucznik Wojska Polskiego. W latach 1992–2015 prezes Stęszewskiego Koła Związku Kombatantów RP i Byłych Więźniów Politycznych.

## Życiorys
Urodził się 15 stycznia 1924 w rodzinie rolnika i powstańca wielkopolskiego Stanisława (1881–1968) oraz Franciszki z domu Bocian (1885–1964).
14 kwietnia 1945 został powołany do wojska (7 Zapasowy Pułk Piechoty w Lublińcu). Brał udział w walkach o Berlin. Został żołnierzem II Armii (5 Zapasowy Pułk Piechoty w Dreźnie. Od czerwca 1945 stacjonował w Biedrusku. Od 2 września 1945 w 6 Pułku Artylerii Lekkiej w Krotoszynie, a od 20 sierpnia 1946 w 30 Pułku 9 Dywizji w Przemyślu-Pikulicach. Następnie walczył pod Przemyślem, Birczą, Sanokiem, Baligrodem i Cisną z Ukraińską Powstańczą Armią. 7 września 1947 w stopniu podporucznika przeszedł do cywila.
Od 1978 był czynnie zaangażowany w działalność Stęszewskiego Koła Związku Kombatantów RP i Byłych Więźniów Politycznych (był m.in. członkiem Komisji Rewizyjnej, członkiem Zarządu oraz skarbnikiem). W latach 1987–1992 piastował stanowisko wiceprezesa Koła, a następnie od 1992 do śmierci prezesa Stęszewskiego Koła Związku Kombatantów RP i Byłych Więźniów Politycznych.
Zmarł 26 lutego 2015 i został pochowany na cmentarzu parafii p.w. Świętej Trójcy w Stęszewie.

## Odznaczenia
- Krzyż Kawalerski Orderu Odrodzenia Polski[2][3]
- Medal „Za udział w walkach o Berlin”[2][3]
- Medal Zwycięstwa i Wolności 1945[2][3]
- Odznaka Weterana Walk o Niepodległość i Wolność Ojczyzny[2][3]
- Srebrny Medal „Za zasługi dla obronności kraju”[2][3]
- Srebrny i Złoty Medal „Opiekun Miejsc Pamięci Narodowej”[2][3]
- Medal „Pro Memoria”[2][3]
- Medal za Długoletnie Pożycie Małżeńskie (2000, wraz z żoną Marianną)[5]

## Życie prywatne
W 1950 ożenił się z Marianną Michałowską (1930–2009).